# Geruchsimmissions-Richtlinie (Nordrhein-Westfalen)
Die Geruchsimmissions-Richtlinie  (GIRL), im Langtitel Feststellung und Beurteilung von Geruchsimmissionen, ist eine Vorschrift des Landes Nordrhein-Westfalen. Sie geht auf die Geruchsimmissions-Richtlinie des Länderausschusses für Immissionsschutz (LAI) 2004 zurück.
Die GIRL dient der Erfassung und Beurteilung von Gerüchen als Immission nach § 3 des Bundes-Immissionsschutzgesetzes. Sie löste in Nordrhein-Westfalen im Jahr 1986 die Raffinerie-Richtlinie 1975 und den Durchführungserlass zur TA Luft 1986 ab. Anpassungen erfolgten in den Jahren 1993, 1995, 1998, 2004 und 2008. Sie hat eine Bedeutung bei Genehmigungsverfahren und bei Überwachungen.
Aktuell ist die Fassung vom 5. November 2009 (MBl. NRW. Nr. 31 vom 27. November 2009 S. 533).
Von einer erheblichen Belästigung ist auszugehen, wenn in einer Ortslage Geruchsstundenhäufigkeiten von mehr als 10 oder gar 15 % im Jahr auftreten.  Nach Nummer 3.1 (Immissionswerte) gilt:
„Nach dieser Richtlinie dürfen nur deutlich wahrnehmbare Geruchsimmissionen beurteilt werden, d. h. solche Geruchsimmissionen, die mit hinreichender Sicherheit und zweifelsfrei ihrer Herkunft nach aus Anlagen oder Anlagengruppen erkennbar, d. h. abgrenzbar sind gegenüber Gerüchen aus dem Kraftfahrzeugverkehr, dem Hausbrandbereich, der Vegetation, landwirtschaftlichen Düngemaßnahmen oder ähnlichem. Geruchsimmissionen sind in der Regel als erhebliche Belästigung zu werten, wenn die Gesamtbelastung IG (Nummer 4.6) die in Tabelle 1 angegebenen Immissionswerte IW überschreitet. Bei den Immissionswerten handelt es sich um relative Häufigkeiten der Geruchsstunden (vgl. Nummer 4).“